# Карадіянару (Грама Ніладхарі)
Грама Ніладхарі Карадіянару (№ 185A) — Грама Ніладхарі підрозділу ОС Еравур-Патту, округ Баттікалоа, Східна провінція, Шрі-Ланка.